# Битва при Ментане
Битва при Ментане (ит. Battaglia di Mentana) — боевое столкновение, произошедшее 3 ноября 1867 года между сторонниками объединения Италии (гарибальдийцами) и франко-папскими войсками на территории Папской области.

## Накануне
Итальянские борцы за независимость считали Рим естественной столицей Италии. В 1862 года Гарибальди вторжением в Папскую область попытался взять Рим с небольшим отрядом добровольцев, но его первая попытка потерпела неудачу в бою при Аспромонте. В августе 1866 года, после австро-прусской войны, Италия завоевала территории вокруг Мантуи и Венеции. Вне объединененной Италии оставалась Папская области с Римом.
Хотя конвенция гарантировала вывод французских войск из Рима, Франция поддерживала независимость папского государства, армия которого была значительно усилена бывшими французскими солдатами, официально освобождёнными от службы добровольцами (так называемый Легион Антиб). Папский военный министр, генерал Герман Канцлер, расширил и реорганизовал римский гарнизон, так называемых папских зуавов.
9 сентября 1867 года на конгрессе в Женеве Гарибальди заявил, что папство было «отрицанием Бога… позором и чумой Италии». В то время его популярность была на пике, поскольку он был единственным итальянским генералом, добившимся значительных успехов во время последней войны против Австрии. Летом 1867 года Гарибальди, воспользовавшись началом выборов в Италии, стал собирать добровольцев. Посетив Ареццо, Гарибальди призвал добровольцев завоевать Рим. План состоял в том, чтобы выступить против Рима, в то время как внутри города должно было вспыхнуть восстание. По приказу итальянского правительства 23 сентября он был арестован и отправлен в свою семейную усадьбу на острове Капрера. Однако задержание Гарибальди не устранило угрозы вторжения в Папскую область. Добровольческие отряды стали переходить границу, и итальянские войска не могли им помешать. Попытки восстания в Папской области подавлялись войсками. 16 октября Гарибальди сбежал с Капреры и 20-го числа принял командование над добровольцами в Терни. Получив известие о побеге Гарибальди, 24 октября французское правительство приняло решение о немедленной отправке войск (22 тысячи, 42 орудия) в Папскую область.
Гарибальди с примерно 8100 человек достиг окрестностей Рима, заняв Тиволи, Аквапенденте и 25 октября с боем — Монтеротондо. Здесь он остановил свой марш, ожидая восстания, которого так и не произошло. Последовали небольшие бои, но без существенных результатов. Три дня спустя он двинулся по Виа Номентана, чтобы побудить повстанцев к действию, но на следующий день (30 октября) вернулся в Монтеротондо. В тот же день итальянские войска пересекли границу, чтобы остановить гарибальдийскую армию, а французские войска высадились в Чивитавеккье. Тем временем к гарибальдийцам пришло подтверждение, что итальянские регулярные войска также пересекли границу с официальной миссией остановить добровольцев и арестовать Гарибальди. После этого более двух тысяч человек дезертировали, а его войска сократились до 5000 человек.

## Сражение

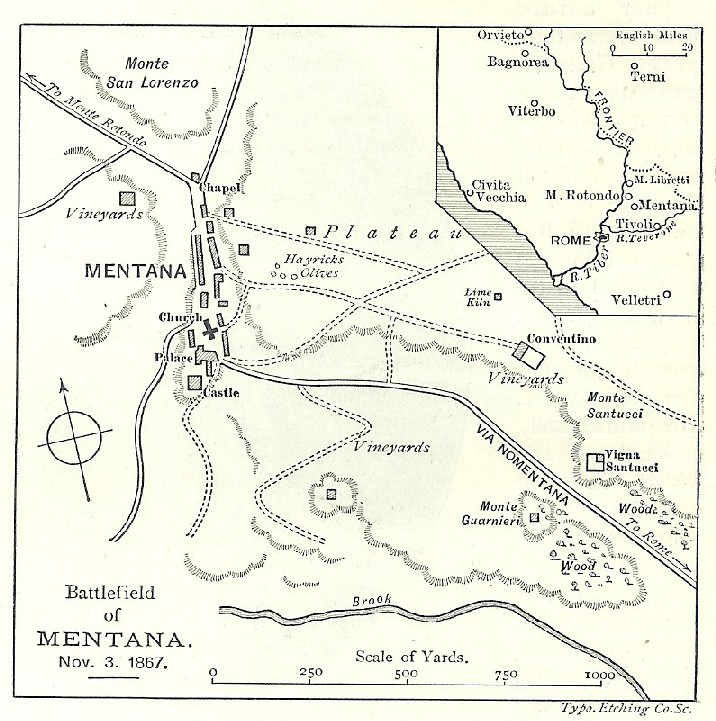
Карта-схема места сражения.

В ночь с 2 на 3 ноября папские войска (более 3000 солдат и 6 орудий) вышли из Рима, за ними двинулась двухтысячная французская бригада де Поля. Вместе они направились к позициям гарибальдийцев в Монтеротондо. Войска Гарибальди, сократившиеся из-за дезертирства, были плохо экипированы и практически лишены кавалерии и артиллерии (всего две пушки). Вооружение состояло из дульнозарядных капсюльных и кремневых ружей. Около половины солдат были ветеранами других кампаний Рисорджименто, а остальная половина — добровольцы без военного опыта.
Продолжая движение по древней Виа Номентана в направлении Монтеротондо, сначала папские, а затем французские части ранним днём прибыли к промежуточному этапу у деревни Ментана, расположенной на вершине холма. Гарибальди поставил свои пушки на холме к северу от Монте-Сан-Лоренцо, а большую часть войск разместил на позициях внутри и вокруг обнесенной стеной деревни и замка. Папские и французские подразделения несколько раз проводили атаки на гарибальдийскую оборону. Волонтёры Гарибальди мужественно оборонялись, но несли большие потери от огня вооружённых новыми игольчатыми винтовками Шасспо французов. Обходная контратака на обоих флангах франко-папской группировки не увенчалась успехом.
Тем временем три отряда зуавов, шедших вдоль Тибра, заняли дорогу между Ментаной и Монтеротондо, что побудило Гарибальди лично отправиться туда. В этот момент французский отряд атаковал краснорубашечников на их левом фланге и прорвал оборону. Гарибальдийцы бежали в сторону Монтеротондо или забаррикадировались в замке. На следующее утро защитники замка сдались папским войскам. Сам Гарибальди отступил в Итальянское королевство с остатками своих волонтёров, преследуемый драгунами до границы.
Франко-папские войска отчитались о 32 убитых и 140 раненых, гарибальдийцы потеряли 150 убитыми, 220 ранеными, 1700 пленными. Поражение гарибальдийцев у Ментаны продлило существование Папской области ещё на три года.